# Черненко, Виктор Кириллович
Виктор Кириллович Черненко (1932, посёлок Карла Либкнехта, Сталинская область, Украинская ССР) — отвальщик соли производственного объединения соляной промышленности «Артёмсоль» Министерства пищевой промышленности Украинской ССР, Артёмовск Донецкой области. Герой Социалистического Труда (1981).

## Биография
Родился в 1932 году в рабочей семье в посёлке Карла Либкнехта. С 14-летнего возраста трудился коногоном, скрепером-отвальщиком на солевом руднике, где проработал последующие 30 лет.
Ежедневно добывал около 50 тонн соли за смену, выполняя сменный план на 10 — 15 %. Досрочно выполнил социалистическое обязательство и плановые задания Семилетки (1959—1965), за что был награждён Орденом Ленина. По итогам работы в годы Восьмой пятилетки (1966—1970) награждён Орденом Октябрьской Революции.
К концу Десятой пятилетки (1975—1980) довёл трудовые показатели до 300 тонн соли за смену. Указом Президиума Верховного Совета СССР от 17 марта 1981 года удостоен звания Героя Социалистического Труда за «выдающиеся производственные достижения, досрочное выполнение заданий десятой пятилетки и социалистических обязательств, проявленную трудовую доблесть».
После выхода на пенсию проживал в родном городе Соледар Донецкой области.

## Награды
- Герой Социалистического Труда
- Орден Ленина — дважды (21.06.1966; 1971)
- Орден Октябрьской Революции (26.04.1971)